# Йорк (округ, Мэн)
Йорк (англ. York County) — округ, расположенный в штате Мэн, США с населением в 186 742 человек по данным переписи населения 2000 года.
Административным центром округа является город Альфред.

## География
По данным Бюро переписи населения США, общая площадь округа — 3293 км², из которых: 2566 км² — земля и 726 км² (22,06 %) — вода. Река Пискатака образует естественную границу со штатом Нью-Гэмпшир.

### Соседние округа
- Оксфорд — север
- Камберленд — северо-восток
- Рокингхем — юго-запад
- Страффорд — запад
- Карролл — северо-запад

### Охраняемые природные территории
- Национальный заповедник Рейчел-Карсон (часть)

## Демография

Распределение населения округа по возрастным диапазонам

По данным переписи населения 2000 года в округе Йорк проживало 186 742 человека, 50 851 семья, насчитывалось 74 563 домашних хозяйства и 94 234 жилых дома. Средняя плотность населения составляла 73 человека на один квадратный километр. Расовый состав округа по данным переписи распределился следующим образом: 97,56 % белых, 0,42 % чёрных или афроамериканцев, 0,24 % коренных американцев, 0,73 % азиатов, 0,03 % жители Океании, 0,85 % смешанных рас, 0,17 % — других народностей. Испано- и латиноамериканцы составили 0,7 % от всех жителей округа.
Из 74 563 домашних хозяйств в 32,2 % — воспитывали детей в возрасте до 18 лет, 55 % представляли собой совместно проживающие супружеские пары, в 9,5 % семей женщины проживали без мужей, 31,8 % не имели семей. 24,9 % от общего числа семей на момент переписи жили самостоятельно, при этом 9,7 % составили одинокие пожилые люди в возрасте 65 лет и старше. Средний размер домашнего хозяйства составил 2,47 человек, а средний размер семьи — 2,96 человек.
Население округа по возрастному диапазону по данным переписи 2000 года распределилось следующим образом: 24,8 % — жители младше 18 лет, 6,9 % — между 18 и 24 годами, 30 % — от 25 до 44 лет, 24,8 % — от 45 до 64 лет и 13,6 % — в возрасте 65 лет и старше. Средний возраст жителей округа составил 38 лет. На каждые 100 женщин в округе приходилось 94,5 мужчин, при этом на каждых сто женщин 18 лет и старше приходилось 91,4 мужчин также старше 18 лет.
Средний доход на одно домашнее хозяйство в округе составил 43 630 долларов США, а средний доход на одну семью в округе — 51 419 долларов. При этом мужчины имели средний доход в 36 317 доллар в год против 26 016 долларов среднегодового дохода у женщин. Доход на душу населения в округе составил 21 225 долларов США в год. 5,9 % от всего числа семей в округе и 8,2 % от всей численности населения находилось на момент переписи населения за чертой бедности, при этом 9,9 % из них были моложе 18 лет и 8,5 % — в возрасте 65 лет и старше.

## Населённые пункты

### Города
- Эйктон
- Альфред
- Эйрундел
- Беруик
- Биддефорд
- Бакстон
- Керниш
- Дэйтон
- Элиот
- Холлис
- Кеннебанк
- Кеннебанкпорт
- Киттери
- Лебанон
- Лаймерик
- Лаймингтон
- Лаймен
- Ньюфилд
- Норт-Беруик
- Огункит
- Олд-Орчард-Бич
- Парсонсфилд
- Сако
- Санфорд
- Шэйпли
- Саут-Беруик
- Уотерборо
- Уэлс
- Йорк

### Статистически обособленные местности
- Кейп-Неддик
- Киттери-Пойнт
- Лейк-Арроухед
- Саут-Элиот
- Спрингвейл
- Уэст-Кеннебанк
- Йорк-Харбор